# Ли Хунчжи
Ли Хунчжи (кит. 李洪志; пиньинь: Lǐ Hóngzhì; род. 13 мая 1951, по другим данным 7 или 27 июля 1952, Хуайдэ) — основатель и духовный лидер движения Фалуньгун (или Фалунь да фа). Ли Хунчжи создал Фалуньгун 13 мая 1992 года в городе Чанчунь, а затем выступал с лекциями и проводил занятия по цигун во многих городах Китая. В Китае деятельность Фалуньгун была очень популярна в 1990-е годы во всех слоях общества, включая правительственные круги, однако из-за растущего влияния в 1999 году подверглась преследованию со стороны руководства Коммунистической партии Китая. В 1995 году Ли начал популяризировать Фалуньгун за границей, а в 1998 году переехал на постоянное место жительства в Соединённые Штаты Америки.
О жизни Ли Хунчжи, особенно ранних годах, имеется очень мало сведений, которые появлялись до и после начала преследования Фалуньгун, и поэтому очень противоречивы. Сообщения сторонников и противников Ли значительно расходятся и могут быть понятны в контексте политических и духовных целей, ради которых были представлены соответствующие факты.
В России книга Ли Хунчжи «Чжуань Фалунь» включена в Федеральный список экстремистских материалов.

### Биография
Неофициальная биография появилась в первой публикации о Ли, «Чжунго Фалуньгун», автором которой был журналист Чжу Хуэйгуан. Вторая — официальная, появилась в издании основной книги учения Фалуньгун — «Чжуань Фалунь», и её авторство принадлежит Научно-исследовательской ассоциации Фалунь да фа. В этих биографиях акцент делался на духовном развитии Ли с минимальными подробностями о его работе и семейной жизни. Стиль и содержание этих биографий согласуются с «многовековой традицией религиозных биографий в Китае». Как пишет Бенджамин Пенни, «как и предыдущие [в истории Китая] биографии, эта стремится воссоздать генеалогию мастера, жизнь которого описывается, и утверждает ортодоксальность его учения». Обе биографии были удалены из последующих тиражей книг Фалуньгун, как объяснил Ли, он не хотел, чтобы люди сосредоточивали своё внимание на его личной жизни и её событиях.
Как говорится в этих биографиях, Ли родился 13 мая 1951 года в городе Гунчжулин провинции Цзилинь. В первой биографии Чжу Хуэйгуан отмечает, что семья Ли жила в бедности, его мать зарабатывала всего 30 юаней. Он также пишет, что Ли развивал в себе «способность переносить трудности и терпеливо выполнять тяжёлую работу», когда он помогал заботиться о своих младших братьях и сёстрах. Во второй, официальной версии его биографии подчеркивается, что Ли принадлежал к среднему социальному статусу и вырос в «семье рядового интеллигента».
Официальная биография фокусируется в основном на влияниях даосских и буддийских мастеров, которые начали обучать Ли ещё в раннем возрасте. В возрасте четырёх лет его обучал Цюань Цзюэ, десятый наследник школы Великого закона Будды. В возрасте восьми лет он перенял «превосходный Великий закон со сверхъестественными способностями», который должен был включать в себя способности к «невидимости», левитации и т. д. Мастера Цюаня, который оставил его в возрасте двенадцати лет, заменил даосский мастер Бацзи Чжэньжэнь, который обучал его боевым искусствам и физической подготовке.
"Когда ему исполнилось 4 года, у него появился личный наставник – мастер буддийской школы Великого Закона, а в 8 лет у него уже обнаружились сверхъестественные способности: он мог становиться невидимым, ему по силам было согнуть рукой трубу с замерзшей в ней водой, подняться в воздух, проникнуть в запертое помещение и даже побывать в толще стекла (к аналогичному поверью древних даосов апеллирует трюк известного иллюзиониста Дэвида Коперфильда под названием «Прохождение сквозь Великую китайскую стену»). Короче говоря, Ли Хунчжи с раннего детства творил чудеса – всецело по канонам жития китайских святых, будд и бодхисаттв."
Третий мастер Чжэньдаоцзы (буквально, «истинный даос») приехал в 1972 году из школы Великого Пути. В отличие от других духовных наставников Ли, Чжэньдаоцзы носил обычную одежду и учил Ли методам внутреннего совершенствования в цигун, акцентируя внимание на Синьсин (природа «ума и сердца, нравственность»). Обучение Ли в этот период в основном проходило под покровом ночи, вероятно, из-за политической обстановки во время культурной революции. В биографии версии Чжу Хуэйгуана отмечается, что Ли отказывался участвовать в кампаниях культурной революции, никогда не вступал в ряды хунвейбинов и коммунистические организации.
Четвёртый мастер — женщина из школы Будды — начала обучать Ли в 1974 году. После обучения у этих четырёх мастеров «потенциал энергии Ли достиг очень высокого уровня». Примерно в это время стабилизировалось его личное совершенствование. Как говорится в биографии, Ли мог «видеть истину Вселенной, многие другие прекрасные вещи, которые существовали там в течение длительного времени, а также происхождение, развитие и будущее человечества».
В 1982 году Ли переехал в город Чанчунь на «гражданскую службу», подразумевается, что его предыдущая работа была связана с вооружёнными силами. В 1980-х годах Ли женился на женщине по имени Ли Жуй, и у него родилась дочь — Ли Мэйгэ.
В 1984 году Ли начал соединять всё что успел изучить за это время, что в итоге вылилось в создание Фалунь да фа. Практика не была точно такой, как переданные ему, так как эти системы совершенствования не были пригодны для «распространения в больших масштабах». Ли наблюдал за методами обучения других мастеров цигун и к 1989 году создал свою систему цигун. В течение следующих трёх лет до 1992 года Ли испытывал свою систему с небольшой группой последователей.
Книги Фалуньгун, изданные после 1999 года, не содержат биографии Ли, поскольку эти изменения отражают желание Ли скрыться от внимания общественности. С 2000 года он редко появлялся на публике, общение с ним проходило в основном через Интернет, например, в виде обращений на сайтах Фалуньгун. Биография Ли Хунчжи была удалена с сайтов Фалуньгун в 2001 году.

### Сведения, опубликованные китайским правительством
Китайское правительство начало публиковать биографии Ли после начала подавления Фалуньгун в июле 1999 года. По сути, сведения о жизни Ли, опубликованные в КНР, могут быть истолкованы в рамках пропагандистской кампании правительства против Фалуньгун. Их целью было «показать, что Ли Хунчжи был абсолютно обычным человеком, и его утверждения об исключительных способностях и опыте были обманом».
По данным китайских государственных отчётов, Ли Хунчжи, урождённый Ли Лай, родился либо 7 июля, либо 27 июля 1952 года. В качестве доказательства этого, власти цитируют слова Пан Юфан — акушерки, которая заявила, что она со всеми подробностями помнит рождение Ли в июле 1952 года. В сообщении Пан есть утверждение, что она использовала окситоцин для оказания помощи при его рождении (что невозможно, как отмечают источники Фалуньгун, потому что окситоцин начали синтезировать лишь год спустя). Родители Ли — Лу Шучжэнь и Ли Дан — работали в медицине. Они развелись, когда он был младенцем, и Ли вместе со своими братьями и сёстрами остался с матерью. В 1955 году они переехали в Чанчунь.
Ли, как сообщается, учился в начальной и средней школах в Чанчуне в период с 1960 года по 1970 год. Как и для большинства детей школьного возраста в Китае, образование Ли было прервано культурной революцией. Он не посещал старшую школу, но, в конечном счёте, закончил её, пройдя заочные курсы в 1980 году. В сведениях китайского правительства неоднократно подчеркивалось, что у Ли нет высшего образования, и что он не был выдающимся учеником и проявил способности только в игре на трубе.
После получения аттестата о среднем образовании в 1970 году Ли, как утверждалось, работал на «ничем не примечательных работах»: в период с 1970 по 1972 год Ли работал на военном конном заводе; с 1972 по 1978 год был трубачом департамента пропаганды лесной полиции в провинции Цзилинь, а затем работал клерком в компании зерновых и масличных закупок в Чанчуне. Не названные бывшие одноклассники и учителя, о которых говорилось в официальной информации, также подчеркивали, что Ли был обыкновенным, что они никогда не видели, как он практикует цигун, и не знакомы с буддийскими и даосскими мастерами, у которых, как утверждал Ли, он учился. Религиовед Дэвид Оунби высказывает мнение, что: «Важной частью кампании китайского правительства против Фалуньгун были множественные попытки подорвать доверие к Ли Хунчжи, к фактам его рождения, детства и последующей жизни, исказив биографию. Цель этих усилий — показать, что Ли был абсолютно обычным человеком, и что сведения о его сверхъестественных способностях и опыте были сфальсифицированы». Также Оунби приводит слова матери Ли Хунчжи, которая сказала: «Я сама воспитала его, у него нет гунфа. Не слушайте его вздор». Кроме того Оунби приводятся слова неназванных лиц из окружения Ли: «согласно нашим данным, нет никакого мастера Цюань Цзюэ, Бацзи Чжэньжэнь и Чжэньдаоцзы в Гирине или Внутренней Монголии».
Группа ранних последователей из Чанчуня не ожидала, что в конце 1994 года Ли запретит своим последователям взимать плату за практику. Часть группы из-за недовольства этим покинула Фалуньгун и стала отправлять по почте в адрес правительства обвинения против Ли, среди которых было заявление о том, что они никогда не были свидетелями его каких-либо сверхъестественных способностей. Фалуньгун отправил в министерства подробные опровержения. После начала преследований практики в 1999 году китайские власти опубликовали все эти обвинения пункт за пунктом.

### Разногласия по вопросу дня рождения
В сентябре 1994 года Ли изменил свою дату рождения, согласно правительственным записям, на 13 мая 1951 год. По словам Ли, в его дате рождения была опечатка как одна из распространённых бюрократических ошибок в период культурной революции, и он просто исправил её. Первоначально в правительственных записях днём рождения было 7 июля 1952 года, хотя китайское правительство иногда указывало и дату 27 июля.
Группа разочарованных последователей утверждала в конце 1994 года, что дата рождения была правильна с самого начала, и что Ли всего лишь хотел увязать её с датой рождения исторического Будды Шакьямуни (13 мая 1951 года выпал на 8 день четвёртого лунного месяца, празднование дня рождения Шакьямуни). Это обвинение позже повторили китайские власти. В интервью журналу «Time» Ли отверг обвинение как «клевету», и сказал: «Я никогда не говорил, что я Шакьямуни. Я самый обычный человек». В то же время кандидат исторических наук Л. А. Крачук отмечает, что исключительная роль Лу Хунчжи «неоднократно подчёркивается им самим в словах: „Только один человек может спасти Вас (только Учитель)“».
Доказательствами, подтверждающими версию Ли, является то, что подобного рода бюрократические ошибки не были редкостью во время культурной революции. Кроме того, как отмечают источники Фалуньгун, Ли пришлось предъявить подтверждающее доказательство даты рождения 13 мая, чтобы успешно внести изменения в государственные записи.

## Фалуньгун
Ли представил Фалунь Дафа, или Великий закон колеса дхармы, 13 мая 1992 года в пятой средней школе в Чанчуне, Цзилинь, дважды проведя девятидневный цикл лекций с 13 мая по 22 мая и с 25 мая по 3 июня. Он брал по 30 юаней с человека и заработал в общей сложности 10000 юаней. С 1992 по 1994 годы он путешествовал по Китаю, читая лекции и обучая упражнениям Фалуньгун; его движение быстро развивалось. Успех Ли был в значительной степени связан с огромной популярностью, которой пользовался цигун в конце 1980-х и начале 1990-х в рамках социальной либерализации Дэн Сяопина. Он выделял Фалуньгун, установив среди приоритетов «доступность для общественности» и нравственное содержание, в отличие от эзотерических понятий цигун, часто встречающихся в других системах цигун.
Учение Фалуньгун составлено из лекций Ли, и он имеет определяющую силу в системе убеждений Фалуньгун. Ли также критически относился к альтернативным системам в рамках движения цигун, заявляя, что они изобилуют ложными учениями и жадными и нечестными «мастерами» и намеревался исправить это. Ли говорил, что Фалуньгун является частью многовековой традиции совершенствования, и в свои текстах часто критиковал тех, кто учил «неправильному, отклонившемуся, или неортодоксальному пути.» Ли выделял Фалуньгун от других движений цигун, путем уделения особого внимания моральным ценностям, направленных на «очищение своего сердца и достижения духовного спасения», а не, как он заметил, чрезмерному акценту на физическом здоровье и развитии сверхъестественных сил.
Ян Джонсон указывает на то, что в течение наибольшего периода продаж книг Фалуньгун в Китае, Ли Хунчжи никогда не получал какого-либо авторского гонорара, потому что все публикации были нелегальными (пиратскими). Ли пользовался успехом также по большей части благодаря людям, которые искали эффективного лечения в альтернативной медицине в то время, когда система здравоохранения Китая отчаянно пыталась удовлетворить нужды населения. Как мастер системы самосовершенствования Фалуньгун, Ли утверждал, что «очистит тела студентов» и «пробьёт главные и второстепенные каналы» и при этом «удалит корень заболевания», если они больны. Он также заложил Фалунь или «колесо закона» в нижней части живота каждого студента, а также другие «энергетические механизмы» в другие части их тел. Ли также описал, как его «Тела Закона» защитят каждого практикующего и как он «очистит дома учеников и места практики, а затем установит охраняющий покров».
По сообщениям групп Фалуньгун, ранний успех Ли был признан в 1992 и 1993 годах на Восточных выставках здоровья в Пекине. На первом из этих событий, организатор выставки отметил, что Фалуньгун и Ли «получили наибольшие похвалы [среди других школ цигун] на выставке, и достигли очень хороших терапевтических результатов». Это событие способствовало укреплению популярности Ли в мире цигун и распространению публицистических сообщений о целительной силе Фалуньгун. В следующем году Ли стал членом оргкомитета Пекинской выставки здоровья, и получил несколько наград и похвал на мероприятии.
В этот период Ли развил позитивные взаимоотношения с Министерством общественной безопасности (МОБ). В 1993 году он предоставил лечение 100 сотрудникам полиции, которые получили травму на работе, заслужив похвалу от организации, подчиненной МОБ. Ли читал лекции в Университете общественной безопасности в Пекине в 1994 году, и пожертвовал вырученную от семинаров сумму фонду пострадавшим сотрудникам полиции. Издательская церемония основополагающей книги Ли, «Чжуань Фалунь», состоялась в актовом зале Университета общественной безопасности в январе 1995 года.

## Жизнь за границей
В 1995 году Ли заявил, что он закончил обучение Фалуньгун в Китае, и начал распространять практику за границей. Его первая остановка в марте 1995 года была в китайском посольстве в Париже (Франция), куда его пригласили обучать практике. За этим последовали семинары в Швеции. В период с 1995 по 1999 годы Ли читал лекции в США, Канаде, Австралии, Новой Зеландии, Германии, Швейцарии и Сингапуре. Ассоциации и клубы Фалуньгун начали появляться в Европе, Северной Америке и Австралии, чья деятельность концентрировалась в основном в университетских кампусах.
В 1996 году вместе с женой и дочерью Ли Хунчжи переехал в США и поселился в Нью-Йорке, где в 1998 году получил вид на постоянное место жительства в США. Согласно расследованию The Wall Street Journal последователь Ли купил ему дом, который был зарегистрирован на жену Ли, хотя затем последовало опровержение этого последователя, где он говорил, что недвижимость была приобретена без ведома Ли и его жены, а когда стало всё известно он убедил Ли внести своё имя в документ о праве собственности.
В 1996 году город Хьюстон назвал Ли почётным гражданином и послом доброй воли за его «бескорыстную общественную службу на пользу и ради благополучия человечества».
25 апреля 1999 года около 10 тысяч практикующих Фалуньгун собрались около Центрального офиса апелляций, чтобы потребовать прекращения увеличивающегося притеснения движения, и потребовать освобождения практикующих Тяньцзиня. Согласно Бенджамину Пенни, практикующие обратились за защитой своих прав к руководству страны и «дали понять, хотя тихо и вежливо, что они не позволят относиться к ним так нечестно». После этого события Ли получил много сообщений о признании от муниципалитетов Северной Америки. В мае 1999 года Ли приветствовали в Торонто мэр города и губернатор округа Онтарио, а через два месяца он получил признание от двух городов: Чикаго и Сан Хосе.
10 мая 1999 года Ли дал интервью журналу «Time», в котором заявил, что «человеческая мораль и ценности уже не такие хорошие» и вновь обозначил отличие Фалуньгун от других практик цигун, а также разъяснил, что такое «период гибели Дхармы» и заявил о существовании пришельцев, которые захватывают человечество. Он избегал вопросов о его личном происхождении, говоря: «Я не хочу говорить о себе высокопарно. Люди не поймут этого».
29 июля 1999 года после запрета Фалуньгун, китайское правительство выдвинуло серию обвинений против Ли, включая обвинение в «нарушении общественного порядка» и объявило его в розыск, заодно аннулировав его паспорт гражданина, чтобы воспрепятствовать перемещению по миру. Кроме того со стороны китайского правительства было сделано официальное обращение в Интерпол с целью объявить Ли в международный розыск, но был получен отказ на том основании, что запрос имеет «политический и религиозный характер», но не содержит никаких доказательств «обычного преступления закона».
В 2000 году в рейтинге журнала Asiaweek Ли занял 38 место, а в 2001 году был признан самым влиятельным человеком. Редактор журнала Доринда Эллиот отметила по этому поводу: «Даже если мы не согласны с его проповедью и его методами, он способен вдохновлять, мобилизовать людей и беспокоить Пекин, поэтому мы выбрали Ли в качестве самого влиятельного общественника в Азии». 14 марта 2001 года на церемонии в Сенате США американская неправительственная организация Freedom House удостоила Ли Хунчжи и Фалуньгун International Religious Freedom Award за улучшение религиозной и духовной свободы. В 2001 году Ли Хунчжи был номинирован Нелли Майес и другими 24 неназванными членами Европейского парламента на Премию имени Сахарова.; в сообщении для членов Европейского парламента отмечалось, что «К апрелю 2001 года Ли Хунчжи получил более 340 наград и прокламаций от Австралии, Канады, Китая (до преследования), Японии, России и признание США чрезвычайного вклада в духовное и физическое здоровье, а также в свободу вероисповедания в мире».. В 2000 и 2001 годы был номинирован на Нобелевскую премию мира В 2013 году в номинации «Высокая трибуна» занял 257 место в списке «500 самых влиятельных людей мира» по версии журнала «Foreign Policy».

## Издания на русском языке
- Ли Х. Фалуньгун. — Испр.. — М.: Вариант, 2002. — 121 с. — ISBN 5-901842-04-9.
- Ли Х. Чжуань Фалунь. — М.: Камерон, 2006. — 303 с. — 5000 экз. — ISBN 5-9594-0028-6.